# Onthophilus punctatus
Onthophilus punctatus är en skalbaggsart som först beskrevs av Otto Friedrich Müller 1776.  Onthophilus punctatus ingår i släktet Onthophilus och familjen stumpbaggar. Arten har ej påträffats i Sverige.

## Underarter
Arten delas in i följande underarter:
- O. p. punctatus
- O. p. cicatricosus
- O. p. caucasicus